# رود بلتس
رود بلتس (به لاتین: Beltes River) یک رود و جویبار در مغولستان است که در استان خووسگول واقع شده‌است.